# 鳴瀬ひろふみ
鳴瀬 ひろふみ（なるせ　ひろふみ）は、日本の女性漫画家、イラストレーター。既婚。

## 経歴
学生時代にデビュー。高校までは専ら読み手で大学から本格的に描くようになる。就職活動に失敗して漫画家になる。当初発表していた雑誌が休刊になり、古事記王子の紹介で、『COMICポプリクラブ』（晋遊舎）の担当を紹介して貰い、作品を発表する。ハードな展開もあるが、基本的に少女漫画風の純愛系の物語である。
その後、ゲーム原画を担当したり、同人活動も盛んに行うようになった。同人活動時のサークル名は「恋愛漫画家」である。原画家としての代表作は、『SAKURA 雪月華』など。久我城貴哉とコンビで作品を制作する機会が多い。

## 漫画

### 単行本化作品
- ガラスの扉（2000年10月発行、晋遊舎コミックス）

収録作品
- ガラスの扉
- ガラスの檻
- ガラスの鎖
- ガラスの鍵
- ガラスの翼

読み切り形式を取っているが、話がつながっており、事実上、1作の長篇である。『COMICポプリクラブ』1999年5月号から2000年3月号まで、隔月で連載された。
- 戦国ランス（電撃G's Festival! COMIC、原作：ALICE SOFT、2008年 - 2013年、電撃コミックス）
- 元勇者は静かに暮らしたい（水曜日はまったりダッシュエックスコミック、原作：こうじ、2022年 - 、ヤングジャンプコミックス）

### 単行本未収録作
- 恋月夜（COMICポプリクラブ 2000年7月号）
- 東京妖姫（COMICポプリクラブ 2000年8月号 - 2001年3月号）
- サクラチル…
- 月下の肖像
- 夜に唄う小鳥（前・後）
- きみを聞かせて（漫画ばんがいち 2001年1月号）
- エンブレムノート（コミックドラゴン 2001年12月号 - 2002年11月号）
- チョコミントキス（エース桃組 2004年 WINTER号、原作：久我城貴哉）
- ちあふる ぐらっぷる（エース桃組 2004年 SPRING号原作：久我城貴哉）
- 東京宵待姫（エース桃組 2004年 SUMMER号原作：久我城貴哉）
- Graphical Revolution（エース桃組 2004年 AUTUMN号原作：久我城貴哉）
- OPEN!メイディーズ･カフェ（ヤングガンガン 2005年No.07 - No.13、隔週掲載）
- となりのおねぇさん（コミックホットミルク 2008年12月号）
- Fate/stay night（コンプティーク 2009年、シナリオ：久我城貴哉）

## 挿絵
- 結界師のフーガ（電撃文庫、全3巻）
- 魔王討伐したあと、目立ちたくないのでギルドマスターになった（富士見ファンタジア文庫）
- 世界最強の人見知りと魔物が消えそうな黄昏迷宮（MF文庫J）
- キミはぼっちじゃない!（MF文庫J）
- DOG DAYSコミックアラカルト-おいでませ、フロニャルド編-（表紙絵 2011年9月）
- スクランブル・イレギュラー（GA文庫）

## ゲーム原画
- SAKURA 〜雪月華〜（プリンセスソフト）：キャラクターデザイン、原画参加
- レッスルエンジェルス サバイバー（グレイト）：ゲストデザイナー
- 星ノ音サンクチュアリ（ま〜まれぇど）
- らぶ2Quad（ま〜まれぇど）
- お嬢様は素直になれない（ensemble）：緋神 久遠、支倉 若葉
- お嬢様は素直になれない 〜大好きをキミだけに〜（ensemble）：緋神 久遠、支倉 若葉
- 約束の夏、まほろばの夢（ういんどみる）：一ノ瀬 星里奈
- FLOWER KNIGHT GIRL（DMM GAMES）：マロニエ、リシマキア、スキミア
- レッドコラプション（DMM GAMES）：アリーチェ
- 城姫クエスト（GREE）：聚楽第